# سيرجو إندريغو
سيرجو إندريغو (Sergio Endrigo) (بولا 15 يونيو، 1933 - روما، 7 سبتمبر 2005) أحد أشهر المؤلفين المغنين الإيطاليين.
وُلد في بولا بشبة جزيرة إستريا. غالباً ما يتم تصنيفه ضمن «مدرسة جنوة» لأسلوبه وطـَبعه مع جينو باولي وفابريتسيو دي أندريه ولويجي تينكو، وبرونو لاوزي.
فاز بمهرجان سان ريمو للموسيقى عام 1968 بأغنية "Canzone per te"، وقد غناها مع روبيرتو كارلوس. وفي العام نفسه مثل إيطاليا في مسابقة الأغنية الأوروبية لعام 1968 مع أغنية «ماريان».

## روابط خارجية
- سيرجو إندريغو على موقع IMDb (الإنجليزية)
- سيرجو إندريغو على موقع ميوزك برينز (الإنجليزية)
- سيرجو إندريغو على موقع أول ميوزيك (الإنجليزية)
- سيرجو إندريغو على موقع ديسكوغز (الإنجليزية)
- سيرجو إندريغو على موقع قاعدة بيانات الفيلم (الإنجليزية)